# Jealousy (canción de Queen)
«Jealousy» (en español: «Celos») es una canción escrita por el artista Freddie Mercury y realizada como sencillo extraído del álbum de 1978 Jazz realizado por la banda de rock británica Queen.
En la canción se percibe a Freddie tocando el piano, mientras que Brian May toca una guitarra acústica. John Deacon cometió algunos errores mientras tocaba el bajo, pero la banda los dejó pasar para mantener el sentimiento de la toma (piano, bajo, guitarra y batería fueron grabadas simultáneamente). Toda la voz fue grabada por Mercury. 
La canción nunca fue interpretada en vivo por el grupo.